# Черношейная паламедея
Черношейная паламедея, или колумби́йская паламеде́я, или белощёкая паламедея (лат. Chauna chavaria) — птица из семейства паламедей.

## Описание
Черношейная паламедея — это большая, куроподобная птица с довольно высокими ногами. Она достигает длины от 76 до 91 см. Её прежде всего серое оперение в общем темнее чем оперение хохлатой паламедеи. Шея длиннее и окрашена в чёрный цвет. Между её длинными пальцами ноги имеется нечто похожее на перепонки. Острая шпора на сгибе крыла ловко применяется для защиты.

## Распространение
Черношейная паламедея распространена в Колумбии, к югу от Картахена (де Индиас) на озёрах вдоль Риу Сину, и на северо-западе Венесуэлы вокруг озера Маракайбо.

## Образ жизни
Черношейная паламедея обитает в болотах, лагунах, на берегах медленно текущих рек, чаще на окруженных лесом и на затопляемых время от времени участках земли. Они пасутся как и другие гусеобразные и питаются исключительно листьями и другими зелёными частями растений. Целый год черношейная паламедея размножается, однако наибольшее количество яиц откладывается в октябре и ноябре. Её гнездо — это большая куча из растительного материала. В кладка от 2 до 7, но чаще от 3 до 5 яиц, которые высиживаются от 42 до 44 дней. Вылупившиеся цыплята имеют желтовато-серое пуховое оперение и белый низ. Это выводковые птицы, покидающие своё гнездо в первые дни после появления на свет.